# Macrodasys thuscus
Macrodasys thuscus är en djurart som tillhör fylumet bukhårsdjur, och som beskrevs av Luporini, Magagnini och Ezio Tongiorgi 1970. Macrodasys thuscus ingår i släktet Macrodasys och familjen Macrodasyidae. Inga underarter finns listade i Catalogue of Life.